# Palazzo Forti (Pescia)
Il Palazzo Forti è un edificio storico di Pescia.
È situato in Ruga degli Orlandi.

## Storia
Il palazzo fu edificato negli ultimi anni del '500 dalla famiglia Forti, riunendo due edifici preesistenti fra i quali passava un vicolo. Il 28 settembre 1582, la richiesta di chiusura del vicolo fu inoltrata ai capitani di parte guelfa e fu consultato per un parere Francesco, figlio di Bernardo Buontalenti, che in quel periodo si trovava a Pescia. Il palazzo è rimasto di proprietà della famiglia Forti fino al 1903, quando pervenne nelle mani di una figlia adottiva. Nel 1920, fu messo in vendita in tre parti, che furono acquistate da tre diversi acquirenti. Nell'immediato secondo dopoguerra, i saloni hanno ospitato i laboratori di Salvatore Ferragamo, prima che diventasse una star dell'alta moda e si trasferisse a Firenze.

## Descrizione
Il palazzo si articola su quattro piani più un seminterrato. La facciata presenta una decorazione in stile barocco, realizzata nel '600. I due portali, simmetrici e muniti di cinque gradini in pietra serena, le finestre del seminterrato e le finestre dei piani presentano cornici in pietra serena e sono sormontati da una decorazione a festoni, ghirlande, volute e altri motivi vegetali. Il portale di destra dà accesso alle antiche cucine con i locali di servizio. Il portale di sinistra conduce al corridoio interno, al cortile interno e alla scalinata che sale ai piani, ampia e voltata. Al primo piano, rivolti verso la Ruga degli Orlandi, si trovano tre saloni di rappresentanza, nei quali si intravedono tracce della decorazione pittorica originaria seicentesca. Verso l'interno del primo piano e ai piani superiori, erano le stanze destinate alla residenza vera e propria della famiglia.